# Saint-Vincent-de-Pertignas
Saint-Vincent-de-Pertignas ist eine französische Gemeinde mit 334 Einwohnern (Stand: 1. Januar 2022) im Département Gironde in der Region Nouvelle-Aquitaine (vor 2016 Aquitaine); sie gehört zum Arrondissement Libourne und zum Kanton Les Coteaux de Dordogne.

## Geographie
Saint-Vincent-de-Pertignas liegt etwa 46 Kilometer östlich von Bordeaux und 20 Kilometer südöstlich von Libourne an der Dordogne, die die Gemeinde im Norden begrenzt. Umgeben wird Saint-Vincent-de-Pertignas von den Nachbargemeinden Sainte-Terre im Norden, Sainte-Florence im Nordosten, Mérignas im Osten und Südosten, Rauzan im Süden und Südwesten sowie Saint-Jean-de-Blaignac im Westen.

## Bevölkerungsentwicklung
| Jahr                       | 1962 | 1968 | 1975 | 1982 | 1990 | 1999 | 2010 | 2020 |
| Einwohner                  | 448  | 442  | 382  | 396  | 377  | 369  | 364  | 342  |
| Quellen: Cassini und INSEE |      |      |      |      |      |      |      |      |

## Sehenswürdigkeiten
- Kirche Saint-Vincent, Fundament aus dem 11. Jahrhundert, Bauwerk aus dem 12./13. Jahrhundert
- Schloss Isabeau de Naujan
- Schloss Le Hamel
- Mehrere Herren- und Wehrhäuser

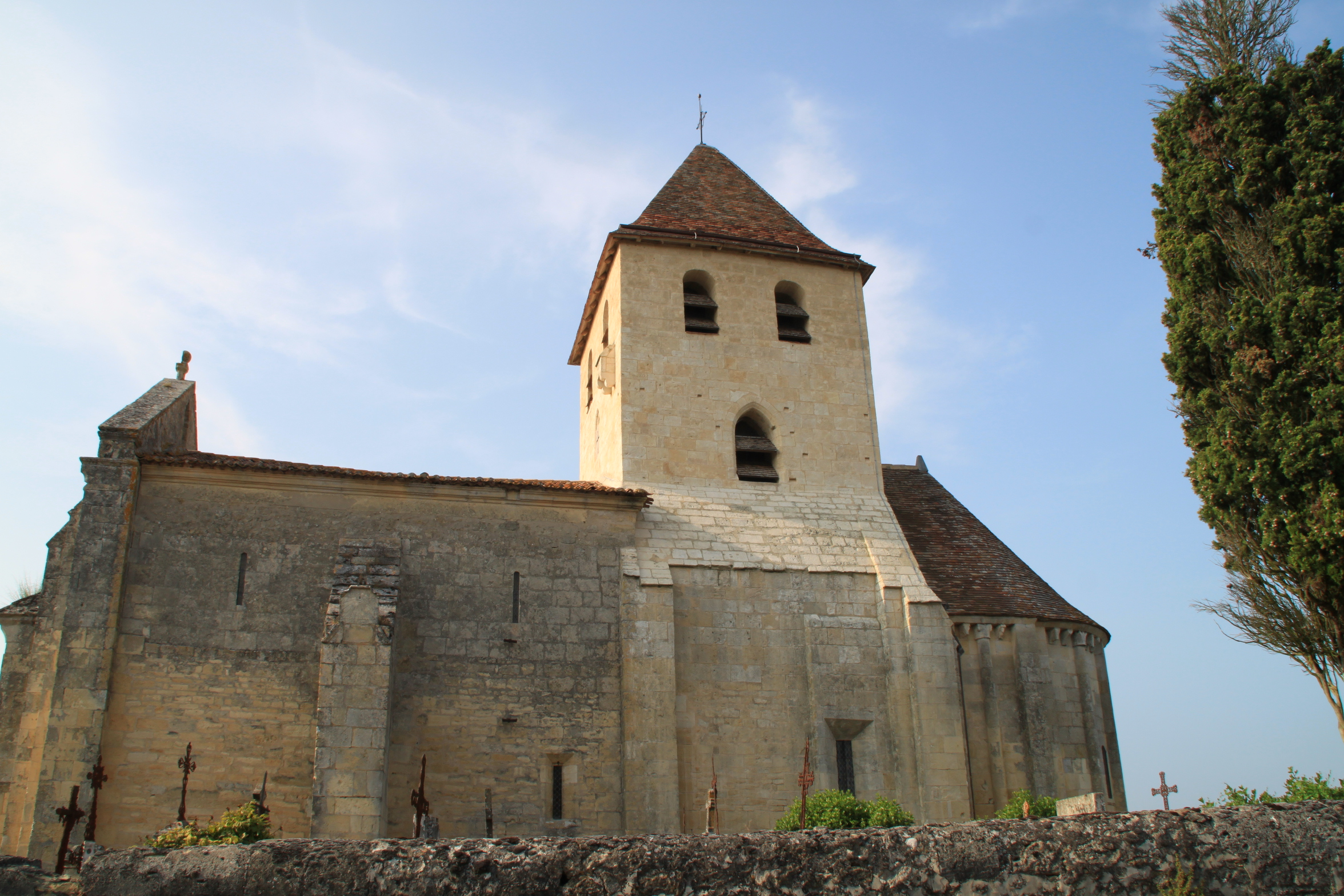
Kirche Saint-Vincent
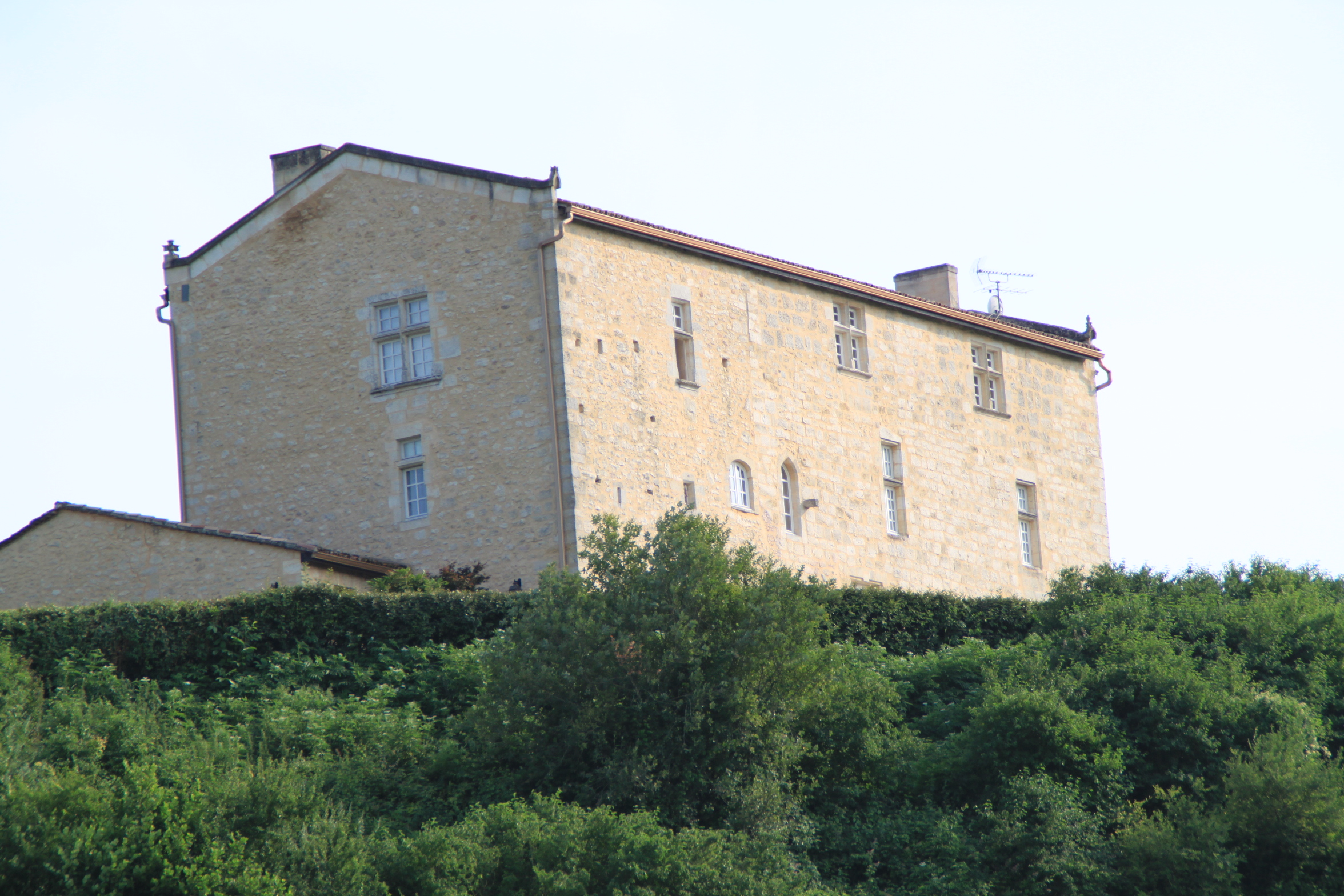
Herrenhaus Naujan
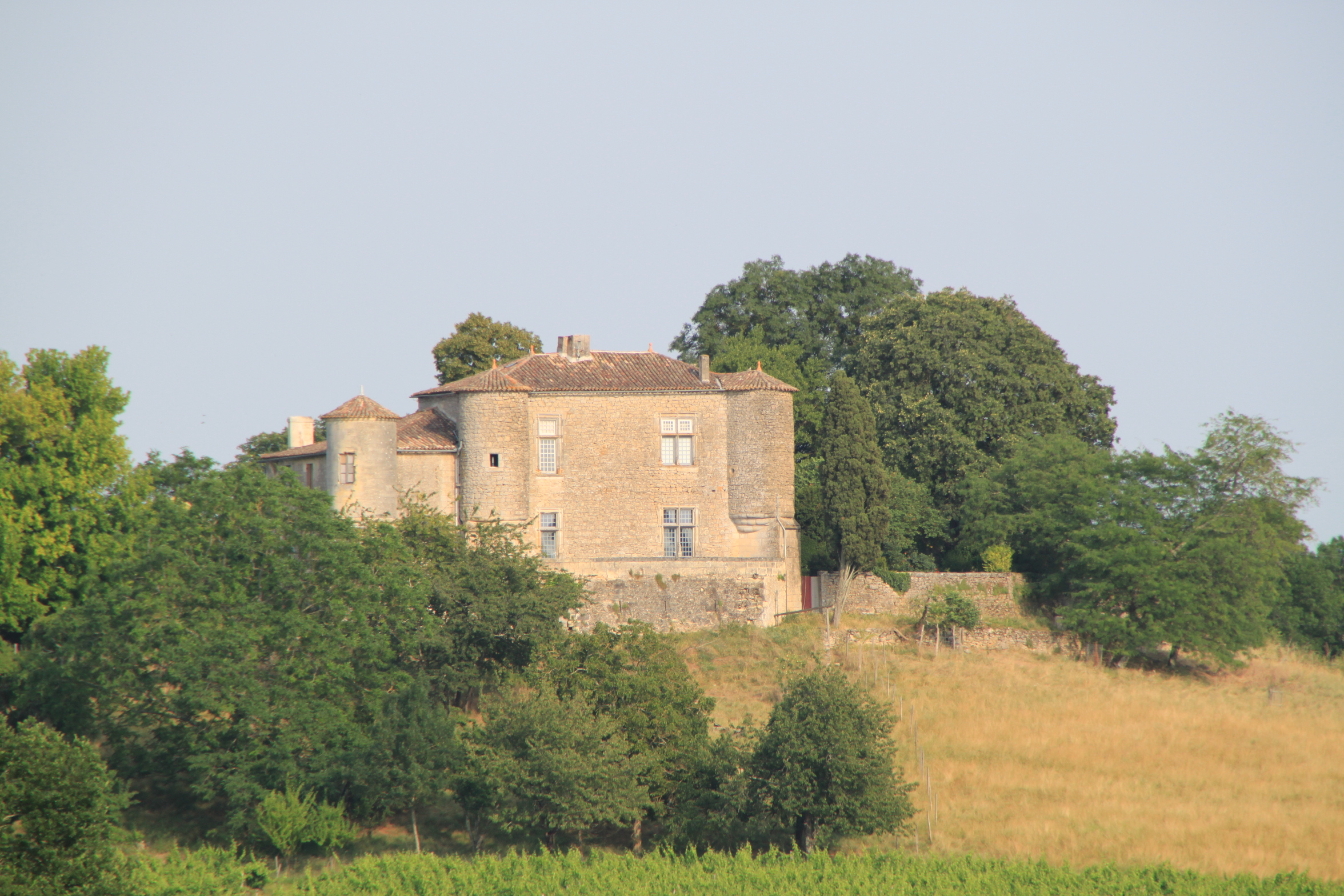
Herrenhaus Courros